# Westdale (Texas)
Westdale es un lugar designado por el censo ubicado en el condado de Jim Wells en el estado estadounidense de Texas. En el Censo de 2010 tenía una población de 372 habitantes y una densidad poblacional de 35,67 personas por km².

## Geografía
Westdale se encuentra ubicado en las coordenadas 27°57′57″N 97°59′37″O / 27.96583, -97.99361. Según la Oficina del Censo de los Estados Unidos, Westdale tiene una superficie total de 10.43 km², de la cual 10.43 km² corresponden a tierra firme y (0%) 0 km² es agua.

## Demografía
Según el censo de 2010, había 372 personas residiendo en Westdale. La densidad de población era de 35,67 hab./km². De los 372 habitantes, Westdale estaba compuesto por el 91.13% blancos, el 0.54% eran afroamericanos, el 1.34% eran amerindios, el 1.08% eran asiáticos, el 0% eran isleños del Pacífico, el 4.57% eran de otras razas y el 1.34% pertenecían a dos o más razas. Del total de la población el 52.69% eran hispanos o latinos de cualquier raza.